# Placenta previa
La placenta previa es una complicación del embarazo en la que la placenta se implanta o se desplaza de manera total o parcial en la porción inferior de útero, de tal manera que puede ocluir el cuello uterino. Por lo general, suele ocurrir durante el segundo o tercer trimestre, aunque puede también suceder en la última parte del primer trimestre. La placenta previa es una de las principales causas de hemorragia antes del parto y suele impedir la salida del feto a través del canal del parto por obstrucción a este nivel.

## Etiología
No se ha encontrado aún una causa específica para la placenta previa, pero la principal hipótesis está relacionada con una vascularización anormal del endometrio, la capa interna del útero, por razón de una cicatrización o atrofia causada por traumatismos previos, cirugía o infección.
El trastorno puede deberse a razones multifactoriadas, incluyendo una asociación con multiparidad, embarazos múltiples, edad materna avanzada, antecedentes de cesáreas o abortos y, posiblemente, el hábito tabáquico.

## Patogenia
En el último trimestre del embarazo, el istmo del útero se despliega para constituir el segmento más bajo del útero. Esos cambios en el segmento inferior del útero parecen ser los iniciadores de la hemorragia clásica del tercer trimestre. En un embarazo normal la placenta no se sobrepone al istmo, por lo que no hay mayor sangrado durante el embarazo. Si la placenta se inserta en el segmento más bajo del útero, es posible que una porción de la placenta se desgarre causando sangrado, por lo general abundante. La inserción placentaria se ve interrumpida a medida que la porción inferior del útero se adelgaza en preparación para el inicio del trabajo de parto. Cuando esto ocurre, el sangrado a nivel del sitio de implantación placentaria se incrementa y las posteriores contracciones uterinas no son suficientes para detener el sangrado por no comprimir los vasos rotos. La liberación de trombina desde el sitio del sangrado promueve mayores contracciones uterinas, haciendo que se instale un ciclo vicioso de contracciones y sangrado seguido de desprendimiento placentario, más contracciones y más sangrado.

## Clasificación
La placenta previa se clasifica de acuerdo con la colocación de la placenta en:
| Tipo     | Ubicación                | Características                                                                                         |
| -------- | ------------------------ | --- |
| Tipo I   | lateral o baja           | La placenta invade el segmento inferior del útero, pero el borde inferior no llega al orificio cervical |
| Tipo II  | marginales o periféricas | La placenta toca, pero no rebasa, la parte superior del cuello del útero                                |
| Tipo III | parcial                  | La placenta obstruye parcialmente la parte superior del cuello del útero                                |
| Tipo IV  | completa                 | La placenta cubre completamente la parte superior del cuello del útero                                  |

Placenta previa es en sí misma un factor de riesgo de la placenta acretismo.

## Clasificación Ultrasonográfica
Clasificación mediante Ultrasonografía TV de la inserción placentaria (para 2° y 3.er trimestre). Ref. R. González
| Inserción Placentaria | DOP       |
| --------------------- | --------- |
| PNI                   | >5 cm     |
| PIB                   | >2 a 5 cm |
| PPM                   | >0 a 2 cm |
| PPO                   | 0 cm      |
| PPO Sobrepuesta       | OL > 0 cm |
| PPOT                  | OL > 2 cm |

(DOP= distancia OCI al borde placentario; PNI= placenta normo inserta; PIB= placenta de inserción baja; PPM= placenta previa marginal; PPO= placenta previa oclusiva; PPOT= placenta previa oclusiva total; OL (overlap)= sobreposición. En la práctica, todas las PPO son sobrepuestas.

## Cuadro clínico
Las mujeres con placenta previa a menudo se presentan sin dolor, sangrado vaginal súbito de color rojo rutilante. El sangrado a menudo se inicia levemente y puede aumentar progresivamente a medida que la zona de separación placentaria aumenta. Se debe sospechar una placenta previa si hay sangrado después de las 24 semanas de gestación. El examen abdominal por lo general se encuentra con un útero no doloroso y relajado. Las maniobras de Leopold pueden revelar al feto en una situación oblicua, transversa o presentación de nalgas como consecuencia de la posición anormal de la placenta. 
Se da una metrorragia que se caracteriza por:
- Sangrado brusco, intermitente, indoloro y sin contracciones.
- Tendencia a los coágulos, a la hemostasia espontánea.
- Es repetitiva, aumenta la intensidad y la frecuencia de los episodios.
- En el tercer trimestre de embarazo toda metrorragia es una placenta previa mientras no se demuestre lo contrario.

## Factores de riesgo
Existen diversos factores que pueden influir en la aparición de una placenta previa, como son: número de mujeres multíparas, edad materna elevada, frecuencia de gestaciones normales interrumpidas por abortos, frecuencia de cesáreas en el área geográfica, malformaciones uterinas y/o placentarias, embarazos gemelares, placentas macrosómicas, previas lesiones uterinas, el tabaquismo y consumidoras de cocaína.
Hallazgos en un estudio muestran que el grupo predominante de pacientes con placenta previa tenían una edad de 27 a 32 años, mientras que otros autores coinciden en que el mayor número de casos se presenta en mujeres mayores de 35 años.

## Diagnóstico
El diagnóstico de una placenta previa se confirma fundamentalmente por ecografía. Estudios recientes han demostrado que el método transvaginal es más seguro y más exacto que la ecografía transabdominal. La ecografía transvaginal también se considera más precisa que la ecografía transabdominal. En un estudio, el 26% de los diagnósticos relacionados con la localización de la placenta por ecografía transabdominal fueron cambiados posteriormente por los hallazgos de una ecografía transvaginal. En algunas partes del mundo donde la ecografía no está disponible, no es raro que se confirme el diagnóstico con un examen en el quirófano. 
Debido a la posible anemia se solicita al laboratorio un hemograma. Aunque la coagulopatía es un hallazgo muy infrecuente, puede ser útil solicitar estudios de laboratorio como el tiempo de protrombina, Tiempo de Tromboplastina Parcial Activada, fibrinógeno y productos de la degradación de la fibrina como el Dímero-D.

### Diagnóstico diferencial
Algunos trastornos que se deben tomar en cuenta en casos de hemorragia durante el embarazo incluyen:
- Desprendimiento prematuro de placenta
- Cervicitis
- Ruptura prematura de membrana
- Parto pretérmino
- Vaginitis
- Vulvovaginitis
- Vasa previa
- Desgarro o laceración cervical o vaginal
- Aborto espontáneo

## Tratamiento
Cualquier gestante con hemorragia uterina durante el último trimestre de embarazo es sospechosa de placenta previa y debe ser evaluada por un médico especialista. Con un espéculo se elimina la posibilidad de un sangrado de otras causas, como las varices vaginales, ectopia cervical, tumor cervical, etc. Está contraindicado el tacto vaginal y rectal. El tratamiento suele ser expectante hasta el desarrollo fetal, la indicación es la realización de una cesárea programada, incluso en la placenta previa periférica, a pesar de ser compatible con un parto vaginal para evitar posibles complicaciones.
El momento correcto de un examen en el quirófano es importante. Si la mujer no tiene una hemorragia grave, puede ser manejada sin intervención quirúrgica hasta la semana 36. Para entonces, la probabilidad de supervivencia del bebé es tan bueno como si fuera un bebé a término.
Estudios con pacientes diagnosticados con placenta previa no han mostrado alguna diferencia antes de la primera hemorragia con respecto a la morbilidad materna o fetal con el manejo ambulatorio del hogar frente a la hospitalización. No obstante, si se produce sangrado o contracciones en pacientes diagnosticadas con placenta previa, ésta debe ir rápidamente al hospital para la evaluación, las pruebas diagnósticas y el tratamiento adecuado. Si el sangrado continúa y si llega a ser voluminosa, se indica la preparación para la cirugía inmediata. Si el sangrado es mínimo y no se evidencia sufirmiento fetal, se suele considerar una conducta expectante para permitir mayor madurez fetal. 
Ningún medicamento es de beneficio específico para una paciente con placenta previa. A menudo, se suele indicar precavidamente la administración de tocolíticos en los casos de sangrado mínimo y ante la extrema prematuridad fetal, la administración de corticosteroides prenatales para la maduración pulmonar. Las pacientes con placenta previa deben mantener una buena ingesta de hierro y ácido fólico como margen de seguridad en caso de posibles sangrados. Si durante la gestación se producen más de un episodio de sangrado, también se indica considerar la hospitalización hasta el parto, dada la creciente posibilidad de desprendimiento placentario y muerte fetal.

### Pronóstico
Pueden aparecer signos clínicos como metrorragias y complicaciones que pongan en riesgo al feto o a la madre, como una hemorragia masiva, tromboembolia y shock. Sin embargo, el pronóstico suele ser bueno si se maneja adecuadamente. La mortalidad asociada con una placenta previa suele estar entre 2 y 3%.
Una de las complicaciones más temidas de la placenta previa es el acretismo placentario, que se caracteriza por la excesiva invasión del trofoblasto en el miometrio, dando lugar a hemorragia significativa cuando el obstetra intenta realizar la extracción de la placenta. Lamentablemente, la placenta previa accreta se ha convertido en una patología cada vez más frecuente. En 1952, de 1000 mujeres con placenta previa, sólo 2 tenían una placenta accreta asociada. En 1980 la cifra aumentó hasta 40,5/1,000, en 1985 a 99/1.000 y desde 1995 ha superado 150/1.000.